# Hexaconazole
Hexaconazole là một loại thuốc diệt nấm triazole toàn thân phổ rộng được sử dụng để kiểm soát nhiều loại nấm đặc biệt là Ascomycetes và Basidiomycetes. Tiêu thụ chính là ở các nước châu Á và nó được sử dụng chủ yếu để kiểm soát bệnh cháy lá ở Trung Quốc, Ấn Độ, Việt Nam và một số khu vực Đông Á. Nó cũng được sử dụng để kiểm soát các bệnh trong các loại trái cây và rau quả khác nhau.